# Margaritaria dubium-traceyi
Margaritaria dubium-traceyi är en emblikaväxtart som beskrevs av Airy Shaw och Bernard Patrick Matthew Hyland. Margaritaria dubium-traceyi ingår i släktet Margaritaria och familjen emblikaväxter. Inga underarter finns listade i Catalogue of Life.